# Anders Mellbourn
Per Anders Gert Mellbourn, född 15 augusti 1946 i Lund, är en svensk tidningsman och statsvetare. Han har varit chefredaktör för Dagens Nyheter och Sändaren samt chef vid Utrikespolitiska institutet.
Han disputerade i statsvetenskap vid Stockholms universitet 1979 och blev 2004 docent. 
Mellbourn var mellan oktober 1974 och augusti 1997 verksam vid Dagens Nyheter, bland annat som chefredaktör. Han var senare chefredaktör för Sändaren mellan maj 2009 och november 2012. Mellan 2005 och 2010 var han dessutom adjungerad professor i politik och journalistik vid Högskolan i Halmstad. 
Under åren 2013 och 2014 var Mellbourn prefekt vid institutionen för mediestudier, Stockholms universitet.
Anders Mellbourn är son till docent Gert Mellbourn.